# Задлаз-Чадрг
Задлаз-Чадрг (словен. Zadlaz–Čadrg) — поселення в общині Толмин, Регіон Горишка, Словенія. Висота над рівнем моря: 413,2 м. Розташоване на пагорбах на північний схід від Толміна.